# 바레인의 국장

바레인의 국장

바레인의 국장은 바레인이 영국의 보호령으로 있던 1932년에 제정되었다. 영국인 고문 찰스 벨그레이브(Charles Belgrave)가 바레인의 군주를 위해 디자인했던 문장으로 처음으로 사용되었다. 현재의 국장은 2022년에 수정되었다.
국장 가운데에는 세로 방향으로 그려진 바레인의 국기 문양의 방패가 그려져 있다. 방패 뒤쪽에는 빨간색과 하얀색 두 가지 색의 망토가 그려져 있고 방패 위에는 왕관이 올려져 있다.

## 역대 바레인의 국장

2002년부터 2022년까지 사용된 바레인의 국장

## 같이 보기
- 바레인의 국기